# Jaime de Casanova
Jaime de Casanova (ur. ok. 1435 w Xàtivie, zm. 4 czerwca 1504 w Rzymie) – hiszpański kardynał.

## Życiorys
Urodził się w 1435 roku w Xàtivie. W młodości został protonotariuszem apostolskim i szambelanem papieskim. 31 maja 1503 roku został kreowany kardynałem prezbiterem i otrzymał kościół tytularny S. Stefano al Monte Celio. W dniu śmierci Aleksandra VI Casanova został napadnięty przez człowieka z nożem, który zażądał od niego wszystkich pieniędzy. To zdarzenie znacznie nadszarpnęło zdrowie kardynała. Juliusz II planował nadać mu biskupstwo w Hiszpanii, jednak Casanova zmarł 4 czerwca 1504 roku w Rzymie, jeszcze zanim papież zdążył podjąć decyzję.